# Антибіотики

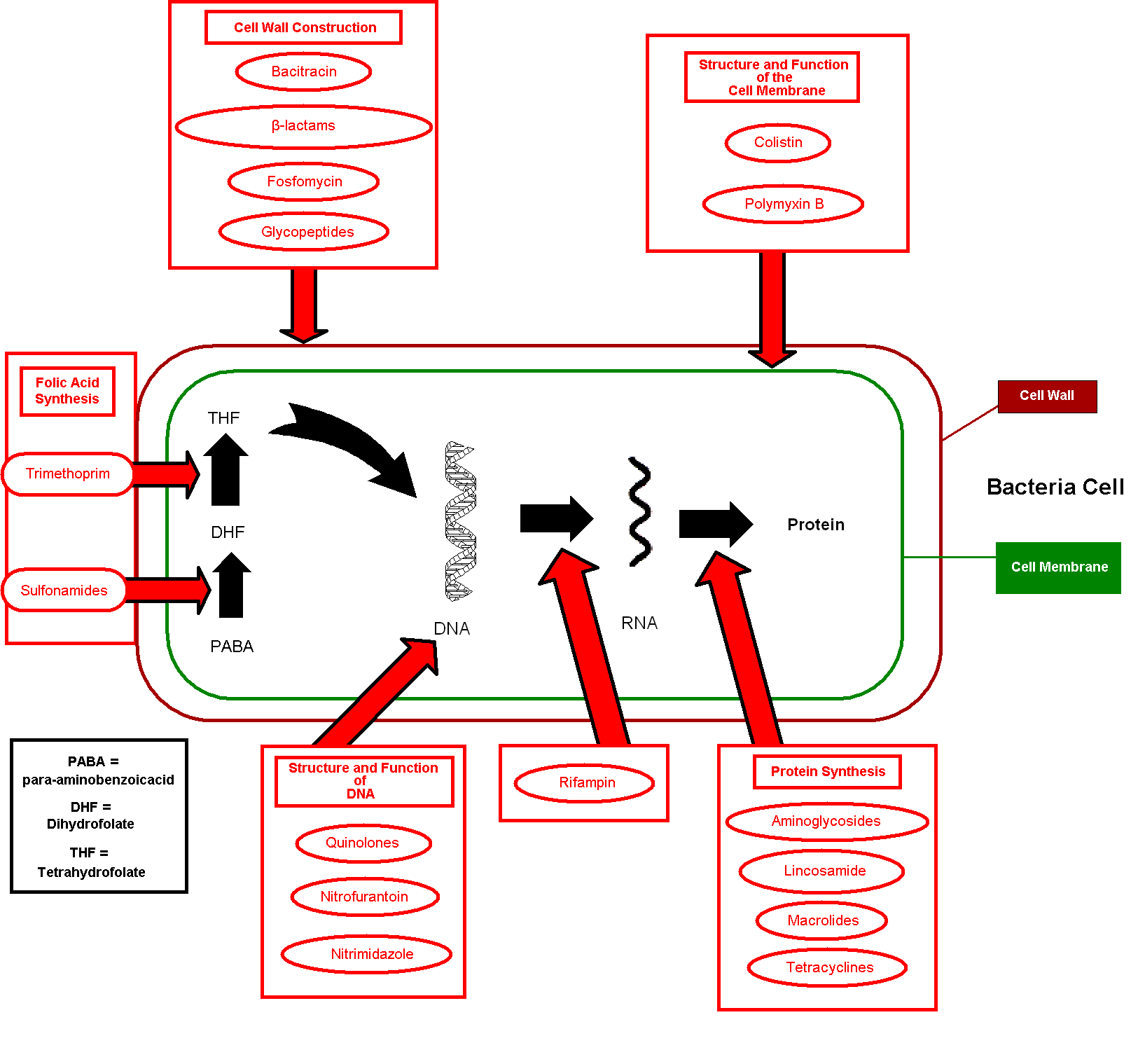
Дія антибіотиків на бактерії

Антибіотики (грец. αντι — проти, грец. βιοτικος — життєвий), органічні речовини, які синтезуються мікроорганізмами в природі для захисту від інтервенції інших видів мікроорганізмів і володіють здатністю пригнічувати розвиток або вбивати їх. Як правило антибіотики виділяють із живих бактерій або грибів. Існує також велика кількість напівсинтетичних антибіотиків, які відрізняються модифікаціями функціональних груп природних антибіотиків. Такі модифіковані сполуки часто ефективніші або стійкіші до нейтралізації, яка виникає внаслідок набутої мікроорганізмами резистентності.
За хімічною структурою антибіотики об'єднують різноманітні групи сполук. Зокрема, сполуки, які блокують біосинтез білка на рибосомах; сполуки, які утворюють іоно-проникні канали у плазматичній мембрані тощо.
Характерною особливістю антибіотиків є їхня здатність порушувати певні ланки обміну речовин мікроорганізмів або дію деяких їхніх ферментів. Ще 1868—71 В. О. Манассеїн спостерігав антимікробні властивості плісняви пеніцилу, а О. Г. Полотебнов застосовував її при лікуванні гнійних ран. Наприкінці XIX ст. І. І. Мечников встановив, що деякі бактерії (молочнокислі) пригнічують розвиток бактерій гниття. Він вперше запропонував використовувати для боротьби з хвороботворними мікроорганізмами їхніх антагоністів. 1909 року П. Лященко виявив антимікробні речовини у тварин, а 1928 року Б. П. Токін — у вищих рослин. У 1928 році шотландський науковець Александер Флемінг виявив антибактеріальну дію плісняви Penicillium notatum, а в 1940 році Г. Флорі добув стійкий препарат пеніциліну. Поглиблене вивчення антибіотиків розпочалося в 1940-х роках після виділення пеніциліну і стрептоміцину. Антибіотики використовуються в медицині, ветеринарії і рослинництві для боротьби з інфекційними хворобами; в тваринництві — як стимулятори росту молодняка, у харчовій промисловості — для продовження строку зберігання деяких продуктів харчування.
Антибіотики не діють на віруси і тому не приносять користі при лікуванні вірусних захворювань.

## Термінологія
Повністю синтетичні препарати, що не мають природних аналогів і надають схожий з антибіотиками пригнічуючий вплив на ріст бактерій, традиційно було прийнято називати не антибіотиками, а антибактеріальними хіміопрепаратами. Зокрема, коли з антибактеріальних хіміопрепаратів відомі були тільки сульфаніламіди, прийнято було говорити про всі класи антибактеріальних препаратів як про «антибіотики і сульфаніламіди». Однак в останні десятиліття у зв'язку з винаходом багатьох дуже сильних антибактеріальних хіміопрепаратів, зокрема фторхінолонів, що наближаються, або перевищують за активністю «традиційні» антибіотики, поняття «антибіотик» стало розмиватися і розширюватися, і тепер часто вживається не тільки по відношенню до природних і напівсинтетичних сполук, але і до багатьох сильних антибактеріальних хіміопрепаратів.

## Історія вивчення
Винахід антибіотиків можна назвати революцією в медицині. Першими антибіотиками були пеніцилін та стрептоміцин.
У другій половині XX століття в практику найбільше увійшли антибіотики, добуті з актиноміцетів, — стрептоміцин, левоміцетин, біоміцин, тераміцин, тетрациклін, ауреоміцин, неоміцин та ін. Широко застосовувався пеніцилін, добутий з інших мікроскопічних грибів. Ці антибіотики використовували при лікуванні шигельозу, стрептококових і стафілококових септичних захворювань, пневмоній, висипного й черевного тифу та ряду інших інфекційних захворювань. Антибіотики вищих рослин (фітонциди) попередньо були менш вивчені. Першими в медицині почали застосовувати іманін, добутий із звіробою, та сативін — з часнику. Було видобуто антибіотики і з лишайників; з них вживається як зовнішнє уснінова кислота. З антибіотиків тваринного походження найвідоміші лізоцим, еритрин, екмолін. Одним з перших штучно синтезованих антибіотиків був левоміцетин.

### Вклад українських науковців
Значний вклад у вивчення антибіотиків зробили українські науковці. Вони виділили ряд антибіотичних речовин — мікроцид (М. М. Підоплічко і В. Й. Білай, 1947), іманін (В. Г. Дроботько зі співробітниками, 1949), аренарин — антибіотик безсмертника — та ін. Мікроцид виявився ефективним засобом лікування інфікованих ран та різних гнійних процесів, а іманін — великих і тяжких опіків; він запобігає утворенню спотворюючих рубців. Дослідження щодо відшукання А., зокрема з противірусною і протипухлинною дією, широко провадяться в усьому світі.

## Класифікація
Величезна різноманітність антибіотиків і видів їх впливу на організм людини стало причиною класифікування і поділу антибіотиків на групи.
За характером впливу на бактеріальну клітину антибіотики можна розділити на три групи:
- Бактеріостатичні (бактерії живі, але не здатні розмножуватися),
- Бактерициди (бактерії гинуть, але фізично продовжують бути присутнім в середовищі),
- Бактеріолітичні (бактерії гинуть, і руйнуються бактеріальні клітинні стінки).

Класифікація за хімічною структурою, яку широко використовують в медичному середовищі, складається з наступних груп:
- Бета-лактамні антибіотики, що поділяються на чотири підгрупи:
  - Пеніциліни — виробляються колоніями цвілевих грибів Penicillinum;
  - Цефалоспорини — мають схожу структуру з пеніцилінами. Використовуються для боротьби з бактеріями, що стійкі до пеніциліну.
  - Карбапенеми
  - Монобактами

- Макроліди — антибіотики зі складною циклічною структурою. Мають бактеріостатичну дію.
- Лінкозаміди — мають бактеріостатичну дію, що зумовлено пригніченням синтезу білку рибосомами. У високих концентраціях відносно високочутливих мікроорганізмів можуть проявляти бактерицидний ефект.
- Стрептограміни — група поліциклічних антибіотиків, які складаються з двох різних хімічних сполук, та пригнічують синтез білка на рибосомах. Мають бактеріостатичну дію, проте комбінація квінупристин/дальфопристин діє бактерицидно.

- Тетрацикліни — використовують для лікування інфекцій дихальних і сечовивідних шляхів, лікування тяжких інфекційних хвороб — сибірки, туляремії, бруцельозу. Дія — бактеріостатична.

- Аміноглікозиди — володіють високою токсичністю. Використовуються для лікування важких інфекцій типу зараження крові або перитонітів.
- Амфеніколи (хлорамфеніколи) — використання обмежене через підвищену небезпеку серйозних ускладнень — ураження кісткового мозку, який виробляє клітини крові. Мають бактеріостатичну дію.

- Глікопептиди — антибіотики, що порушують синтез клітинної стінки бактерій. Надають бактерицидну дію, проте відносно ентерококів, деяких стрептококів і стафілококів діють бактеріостатично.

- Рифампіцини — блокують синтез нуклеїнових кислот в бактеріальній клітині.
- Поліміксини (циклічні поліпептиди) — природні антибіотики поліпептидної структури; виявляють бактерицидну дію. Активні відносно грамнегативних бактерій, таких як сальмонели, шигели, клебсієли, ентеробактера, кишкової та гемофільної палички, гемофільної інфлюенци та синьо-зеленого гною.

- Оксазолідинони (лінезолід)

- Похідні плевромутиліну (наприклад плевромутилін)

- Поліпептидні антибіотики (фузафунгін, капреоміцин)

- Хінолони та фторхінолони

### ATX
- J01A ТЕТРАЦИКЛІНИ
- J01B АМФЕНІКОЛИ
- J01C БЕТА-ЛАКТАМНІ АНТИБІОТИКИ, ПЕНІЦИЛІНИ
- J01D ІНШІ БЕТА-ЛАКТАМНІ АНТИБІОТИКИ
- J01E СУЛЬФАНІЛАМІДИ ТА ТРИМЕТОПРИМ
- J01F МАКРОЛІДИ, ЛІНКОЗАМІДИ І СТРЕПТОГРАМІНИ
- J01G АМІНОГЛІКОЗИДИ
- J01M АНТИБАКТЕРІАЛЬНІ ЗАСОБИ З ГРУПИ ХІНОЛОНІВ
- J01R КОМБІНОВАНІ АНТИБАКТЕРІАЛЬНІ ЗАСОБИ
- J01X ІНШІ АНТИБАКТЕРІАЛЬНІ ЗАСОБИ[1]

## Номенклатура
Довгий час не існувало єдиних принципів присвоєння назв антибіотикам. Найчастіше їх називали за родовою, або видовою назвою продуцента, рідше — відповідно до хімічної будови. Деякі антибіотики названі відповідно до місцевості, звідки був виділений продуцент, а, наприклад, етаміцін отримав назву від номера штаму (8).
У 1965 році Міжнародний комітет з номенклатури антибіотиків рекомендував наступні правила:
1. Якщо відома хімічна структура антибіотика, назву слід вибирати з урахуванням того класу сполук, до якого він належить.
2. Якщо структура не відома, назва дається за найменуванням роду, родини або порядку (а якщо вони використані, то і виду), до якого належить продуцент. Суфікс «міцин» присвоюється тільки для антибіотиків, синтезованих бактеріями порядку Actinomycetales.
3. У назві можна давати вказівку на спектр або спосіб дії.

## Дія антибіотиків

Механізм дії антибіотиків — інгібіторів синтезу клітинної стінки

Антибіотики на відміну від антисептиків мають антибактеріальну активність не тільки при зовнішньому застосуванні, але і в біологічних середовищах організму при їх системному (перорально, внутрішньом'язово, внутрішньовенно, ректально, вагінально та ін.) застосуванні.

### Механізми біологічної дії
Станом на 2021, існує основні 4 групи дії антибіотиків: інгібуванням синтезу клітинної стінки бактерій, підвищенням проникності бактеріальної клітинної мембрани, втручанням у синтез бактеріального білка та інгібуванням реплікації та транскрипції бактеріальної нуклеїнової кислоти.
- Порушення синтезу клітинної стінки за допомогою інгібування синтезу пептидоглікану (пеніцилін, цефалоспорин, монобактами), утворення димерів і їх перенесення до ланцюгів пептидоглікану, що ростуть (ванкоміцин, флавоміцін), або синтезу хітину (ніккоміцін, тунікаміцін). Антибіотики, що діють за подібним механізмом мають бактерицидну дію, не вбивають клітини, що позбавлені клітинної стінки.
- Порушення функціонування мембран: порушення цілісності мембрани, утворення іонних каналів, скріплення іонів в комплекси, розчинні в ліпідах, і їх транспортування. Подібним чином діють ністатин, граміцидин, поліміксин.
- Придушення синтезу нуклеїнових кислот: зв'язування з ДНК і перешкоджання просуванню РНК-полімерази (актидин), зшивання ланцюгів ДНК, що викликає неможливість її розплітання (рубоміцин), інгібування ферментів.
- Порушення синтезу пуринів та піримідин ів (азасерин, саркоміцин).
- Порушення синтезу білку: інгібування активації і перенесення амінокислот, функцій рибосом (стрептоміцин, тетрациклін, пуроміцин).
- Інгібування роботи дихальних ферментів (антиміцини, олігоміцини, ауровертин).

### Взаємодія з алкоголем
Алкоголь може впливати як на активність, так і на метаболізм антибіотиків впливаючи на активність ферментів печінки, що розщеплюють антибіотики. Зокрема, деякі антибіотики, включаючи метронідазол, тинідазол, левоміцетин, ко-тримоксазол, цефамандол, кетоконазол, латамоксеф, цефоперазон, цефменоксим та фуразолідон хімічно взаємодіють з алкоголем, що призводить до серйозних побічних ефектів, які включають нудоту, блювоту, судоми, задишку й навіть смерть. Вживання алкоголю з цими антибіотиками категорично протипоказано. Крім того, концентрація доксицикліну і еритроміцину може бути, за певних обставин, істотно знижена при вживанні алкоголю.

## Антибіотикорезистентність
Під резистентністю до антибіотиків розуміють здатність мікроорганізмів протистояти дії антибіотиків.
Антибіотикорезистентність виникає спонтанно внаслідок мутацій, що закріплюються в популяції. Надмірний прийом антибіотиків інтенсифікує динаміку резистентності.

### Механізми резистентності
- У мікроорганізмів може бути відсутнім структура на яку діє антибіотик (наприклад бактерії роду мікоплазма (лат. Mycoplasma) нечутливі до пеніциліну, оскільки не мають клітинної стінки);
- Деякі мікроорганізми непроникні для певних антибіотиків (більшість грам-негативних бактерій несприйнятливі до пеніциліну G, у них клітинна стінка захищена додаткової мембраною);
- Мікроорганізм можуть переводити антибіотик в неактивну форму (багато стафілококів (лат. Staphylococcus) містять фермент β-лактамазу, який руйнує β-лактамове кільце більшості пеніцилінів)
- Внаслідок генних мутацій, обмін речовин мікроорганізму може бути змінений таким чином, що хімічні реакції, які блокуються антибіотиком більше не є критичними для життєдіяльності організму;
- Мікроорганізм у змозі викачувати антибіотик з клітини.

Для запобігання та контролю розповсюдження стійкості до антибіотиків рекомендується:
- Використовуйте антибіотики лише за призначенням сертифікованого медичного працівника.
- Ніколи не вимагайте антибіотиків, якщо ваш лікар каже, що вони вам не потрібні.
- Завжди дотримуйтесь порад медичного працівника, коли вживаєте антибіотики.
- Ніколи не діліться і не використовуйте антибіотики, що залишилися.
- Запобігайте інфікуванням, регулярно миючи руки, готуючи їжу гігієнічно, уникайте тісного контакту з хворими людьми, практикуючи безпечніший секс.

- Готуйте їжу гігієнічно, дотримуючись ВООЗ «П'ять інструкцій безпечнішої їжі»[7] (зберігайте чистоту, роздільно сире та варене, ретельно готуйте, зберігайте їжу при безпечній температурі, використовуйте безпечну воду та сировину) та вибирайте продукти, які були вироблені без використання антибіотиків для стимулювання росту або профілактики захворювань у здорових тварин.[8]

## Застосування
Антибіотики використовуються для запобігання та лікування запальних процесів, що викликаються бактеріальною мікрофлорою.
Деякі антибіотики мають також додаткові цінні властивості, не пов'язані з їх антибактеріальною активністю, а мають відношення до їх впливу на макроорганізм.
- Доксициклін та міноциклін, крім їх основних антибактеріальних властивостей, мають протизапальну дію при ревматоїдному артриті і є інгібіторами матриксних металопротеїназ.
- Описано імуномодулюючу (імуносупресивну, або імуностимулюючу) дію деяких інших антибіотиків.[джерело?]
- Відомі протипухлинні антибіотики.[джерело?]

## Роль антибіотиків у природних мікробіоценозах
Не зрозумілим є наскільки велика роль антибіотиків у конкурентних відносинах між мікроорганізмами в природних умовах. Зельман Ваксман вважав, що ця роль мінімальна, антибіотики найчастіше утворюються у чистих культурах, на багатих поживними речовинами середовищах. Згодом, однак, було виявлено, що у багатьох продуцентів активність синтезу антибіотиків зростає в присутності інших видів або ж специфічних продуктів їх метаболізму. В 1978 Л. М. Полянська на прикладі геліоміціна S. olivocinereus, який володіє світінням при впливі УФ випромінювання, показала можливість синтезу антибіотиків в ґрунтах. Ймовірно особливо важливі антибіотики в конкуренції за ресурси середовища для актиноміцетів, які повільно ростуть. Було експериментально показано, що при внесенні в ґрунт культур актиноміцетів густина популяції виду актиноміцету, що піддається дії антагоніста, падає швидше і стабілізується на нижчому рівні, ніж чисельність інших популяцій.

### Українською мовою
- Антибіотики (властивості, застосування, взаємодія): навчальний посібник / К. А. Посохова, О. П. Вікторов. — Т. : ТДМУ, 2005. — 296 с.
- Антибіотикопрофілактика в хірургії: довідник / Упоряд.: І. Д. Герич та ін. — Л. : Галиц. вид. спілка, 2001. — 252 с. — (Нова мед. б-ка ; Вип. 3). — ISBN 966-7893-07-3
- Антибіотикотерапія в хірургії: 2010 : довідник / І. Д. Герич, Ю. В. Поляченко, В. В. Ващук. — Л. : Галиц. вид. спілка, 2010. — 543 с. : табл. — (Нова мед. б-ка; Вип. 10). — ISBN 978-966-1633-19-2
- Раціональна антибіотикотерапія респіраторних захворювань у дітей: посіб. для студ. вищ. мед. навч. закл. III—IV рівнів акредитації / О. П. Волосовець, Є. І. Юліш. — Т. : Укрмедкн., 2003. — 399 с. : іл., табл. — ISBN 966-613-021-9
- Сучасна антибіотикотерапія у дітей: Довідник / І. І. Незгода, В. Ф. Рудинський ; Вінниц. обл. від. охорони здоров'я, Вінниц. держ. мед. ун-т ім. М. І. Пирогова. Каф. дит. інфекц. хвороб. — Вінниця: Тезис, 2000. — 105 с. : табл. — ISBN 966-7699-02-1
- Від антибіотикограми до рецепта: пер. з фр. / Ф. Жель, М. Шомара, М. Уебер, А. Жерар. — 2-е вид., допов. — К. : Логос, 2007. — 135 с. : іл, табл.
- Тактика вибору антибіотиків: навч. посіб. для студ. вищ. мед. навч. закл., лікарів-інтернів та сімейн. лікарів / Яковлева О. О., Біктіміров В. В., Семененко І. Ф., Барало Р. П., Вільцанюк І. О. ; Вінниц. нац. мед. ун-т ім. М. І. Пирогова. — 2-е вид. — Вінниця: Нова кн., 2010. — 199 с. : табл. — Бібліогр.: с. 196—199. — ISBN 978-966-382-174-0
- Словник з мікробіології, вірусології, імунології та інфекційних захворювань / За ред. проф. Г. Г. Палія. — Вінниця, 1995.
- Антибіотики та імунітет у тварин / В. М. Новиков. — К. : Урожай, 1972. — 103 с. : рис., табл.
- Клініко-фармакологічна характеристика сучасних антимікробних засобів : навчально-методичний посібник для студентів 3-4 курсів медичних факультетів / І. С. Чекман, І. Ф. Бєленічев, Н. В. Бухтіярова [та ін.]. – Запоріжжя : ЗДМУ, 2019. – 111 с. Ел.джерело [Архівовано 3 грудня 2021 у Wayback Machine.]

### Іноземними мовами
- Очерки по клинической антибиотикотерапии: история, происхождение, природа и действие / Э. М. Ходош ; Под ред. Ю. И. Фещенко. — Х. : Майдан, 2003. — 303 с. — ISBN 966-8478-18-5
- Инфекции и антибиотики: монография / И. Г. Березняков. — Х. : Константа, 2004. — 448 с. : табл. — ISBN 966-342-014-6
- Антибиотики: учеб. пособие для студ. биолог. спец. вузов / В. В. Смирнов, И. А. Василевская, С. Р. Резник . — К. : Вища школа, 1985. — 191 с. : рис., табл. — ББК 24.239.6я73
- Конспект терапевта: сборник / ред.- сост.: А. Ю. Заславский, Н. В. Куприненко. — Донецк: Издатель Заславский А. Ю., 2010 — . : Ч. 1 : Антимикробная терапия. — 2010. — 109 с. : табл., ил. — (Новости медицины и фармации). — Библиогр. в конце разд. — ISBN 978-617-7001-26-2
- Краткий справочник по эмпирическому использованию антибиотиков с лечебной и профилактической целью / И. Г. Березняков. — Киев: Корпорация «Артериум», 2014. — 203, [20] с. : табл., портр. ; 20 см. — Часть текста укр. — Библиогр.: с. 196 (9 назв.). — 2 000 экз. — ISBN 978-617-7040-07-0
- Черномордик А. Б. Применение антибиотиков и других химиотерапевтических препаратов. — К., 1988.
- Фитонциды и антибиотики высших растений / Б. Е. Айзенман, В. В. Смирнов, А. С. Бондаренко ; отв. ред. А. М. Гродзинский ; АН УССР, Ин-т микробиологии и вирусологии им. Д. К. Заболотного. — Киев: Наукова думка, 1984. — 276, [1] с. : ил.
- Антибиотики. Сборник исследований. Под ред. В. Г. Дроботько. Киев, Изд-во АН УССР, 1958.
- Антимикробные вещества высших растений. Авт.: В. Г. Дроботько, Б. Е. Айзенман, М. О. Швайгер, С. И. Зелепуха, Т. И. Мандрик. Киев, Изд-во АН УССР, 1958.
- Резолюция Всемирной ассамблеи здравоохранения WHA51.17 «Возникающие и другие инфекционные болезни: резистентность к противомикробным препаратам». Женева, Всемирная организация здравоохранения, 1998 (http://apps.who.int/gb/archive/pdf_files/WHA51/rar17.pdf [Архівовано 26 листопада 2016 у Wayback Machine.], по состоянию на 22 марта 2011 г.).
- Глобальная стратегия ВОЗ по сдерживанию устойчивости к противомикробным препаратам. [Архівовано 28 жовтня 2013 у Wayback Machine.] Женева, Всемирная организация здравоохранения, 2001.
- Резолюция Всемирной ассамблеи здравоохранения WHA 58.27 «Улучшение деятельности по сдерживанию резистентности к противомикробным препаратам» [Архівовано 19 січня 2022 у Wayback Machine.]. Женева, Всемирная организация здравоохранения, 2005
- Шемякин М. М., Хохлов А. С. Химия антибиотических веществ. Изд. 2. М. — Л., 1953.
- Гаузе Г. Р. Пути изыскания новых антибиотиков. М., 1958.
- Antibiotic prescribing guide / PDR. — 3rd ed. — Montvale: Thomson PDR, 2005. — 331 p. — (Physicians' Desk Reference 2005). — Ref. after art. — ISBN 041-010-F220-1
- Manual of antimicrobial therapy & infectious diseases / M. Eisenderg, C. Furukawa, C.G. Ray, O.F. Sieber, S.G. Axline. — Washington: MEDCON, 1979. — 96 p.
- OIE list of antimicrobials of veterinary importance. Paris, World Organisation for Animal Health, 2007 (https://web.archive.org/web/20130418061741/http://web.oie.int/downld/Antimicrobials/OIE_list_antimicrobials.pdf, accessed 24 February 2011).
- Revised guideline on the summary product characteristics for antimicrobial products. London, European Medicines Agency, 2007 (EMEA/CVMP/SAGAM/383441/2005; http://www.ema.europa.eu/docs/en_GB/document_library/Scientific_guideline/2010/02/WC500070670.pdf [Архівовано 19 грудня 2016 у Wayback Machine.], accessed 24 February 2011).
- Code of Practice to Minimize and Contain Antimicrobial Resistance. Rome, Codex Alimentarius Commission, 2005 (http://www.codexalimentarius.net/download/standards/10213/CXP_061e.pdf [Архівовано 19 грудня 2011 у Wayback Machine.], accessed 20 January 2011).
- Draft guidelines for risk analysis of foodborne antimicrobial resistance. In: Report of the fourth session of the Codex ad hoc Intergovernmental Task Force on Antimicrobial Resistance, Muju, Republic of Korea, 18–22 October 2010. Rome, Codex Alimentarius Commission, 2010 (http://www.codexalimentarius.net/download/report/746/REP11_AMe.pdf [Архівовано 16 листопада 2010 у Wayback Machine.], accessed 20 January 2011): 25–49.
- The medical impact of the use of antimicrobials in food animals: report of a WHO meeting, Berlin, Germany, 13–17 October 1997. Geneva, World Health Organization, 1997 (http://whqlibdoc.who.int/hq/1997/WHO_EMC_ZOO_97.4.pdf [Архівовано 16 червня 2013 у Wayback Machine.], accessed 20 January 2011).
- Antimicrobial use in aquaculture and antimicrobial resistance. Report of a Joint FAO/OIE/WHO expert consultation on antimicrobial use in aquaculture and antimicrobial resistance, Seoul, Republic of Korea, 13–16 June 2006. Geneva, World Health Organization, 2006 (http://www.who.int/topics/foodborne_diseases/aquaculture_rep_13_16june2006%20.pdf [Архівовано 28 січня 2017 у Wayback Machine.], accessed 19 January 2011).
- Monitoring antimicrobial usage in food animals for the protection of human health: report of a WHO consultation in Oslo, Norway, 10–13 September 2001. Geneva, World Health Organization, 2002 (http://whqlibdoc.who.int/hq/2002/WHO_CDS_CSR_EPH_2002.11.pdf [Архівовано 3 червня 2014 у Wayback Machine.], accessed 20 January 2011).
- Critically important antibacterial agents for human medicine for risk management strategies of non-human use: report of a WHO working group consultation, 15–18 February 2005, Canberra, Australia. Geneva, World Health Organization, 2005.
- Levy SB. The antibiotic paradox, 2nd ed. Perseus Publishingg, Cambridge, MA, 2002. ISBN 0–7382–0440–4